# Alistair Petrie
Pour les articles homonymes, voir Petrie.
Alistair Petrie (prononcé en anglais : [ˈælistə ˈpiːtɹi]) est un acteur britannique, né le 30 septembre 1970 à Catterick (Yorkshire du Nord).

## Biographie
Alistair Petrie est né à Catterique dans le North Riding of Yorkshire. Il a passé son enfance au Moyen-Orient, en Europe et en Afrique de l’Est. Son père était pilote de chasse dans la RAF.
Il a étudié à la London Academy of Music and Dramatic Art.

### Vie privée
Il est marié à Lucy Scott. Ils ont des jumeaux : Brodie et Cal Petrie, nés le 5 mars 2003 et un autre fils.

## Carrière
Il commence sa carrière à la télévision en 1993 dans les séries Scarlet and Black et Demob. Il débute au cinéma en 1997 dans Mrs Dalloway de Marleen Gorris.
En 1998, il tourne dans des épisodes de Game On et Jonathan Creek. L'année suivante, il est présent dans la série Inspecteurs associés.
De retour en 2002, il joue dans plusieurs séries : Celeb, The Forsyte Saga (jusqu’en 2003) et lors d'un épisode d'Holby City.
Il fait son retour au cinéma en 2005 dans le film du réalisateur français Régis Wargnier : Man to Man avec au casting Joseph Fiennes, Kristin Scott Thomas, Iain Glen et Hugh Bonneville.
En 2007, il tourne dans les séries Cranford et The Whistleblowers et dans le film La bataille de Bassora de Marc Munden. L'année suivante, il joue au cinéma dans Braquage à l'anglaise de Roger Donaldson, The Duchess de Saul Dibb et A Bunch of Amateurs d'Andy Cadiff.
En 2011, il apparaît dans plusieurs séries Inspecteur Barnaby, Strike Back et Meurtres au paradis. Deux ans plus tard, il est présent au cinéma dans les films Rush réalisé par Ron Howard et Vendetta de Stephen Reynolds. Il obtient également un rôle dans la série Utopia.
En 2016, il joue aux côtés de Tom Hiddleston, Hugh Laurie et Elizabeth Debicki, dans la mini-série The Night Manager et il est également présent dans Undercover, New Blood et Harley and the Davidsons. La même année, il joue le personnage du Général  Draven dans le film Rogue One : A Star Wars Story, réalisé par Gareth Edwards. Il reprend ce rôle en 2025 dans la série préquelle Andor, créée par Tony Gilroy.
En 2019, il joue dans le nouveau Hellboy réalisé par Neil Marshall et revient pour la seconde et dernière saison de Deep State avec Mark Strong, Joe Dempsie et Karima McAdams. Il obtient également un rôle secondaire dans la série Sex Education, diffusée sur Netflix.

## Filmographie

### Cinéma

#### Longs métrages
- 1997 : Mrs Dalloway de Marleen Gorris : Herbert
- 2005 : Man to Man de Régis Wargnier : Beckinsale
- 2007 : La bataille de Bassora (The Mark of Cain) de Marc Munden : Major Rod Gilchrist
- 2008 : Braquage à l'anglaise (The Bank Job) de Roger Donaldson : Philip Lisle
- 2008 : The Duchess de Saul Dibb : Heaton
- 2008 : A Bunch of Amateurs d'Andy Cadiff : Rupert Twist
- 2010 : Human Contagion (Devil's Playground) de Mark McQueen : Andy Billing
- 2012 : Cloud Atlas de Lana et Lilly Wachowski : Felix Finch / Un musicien / Un client chez Papa Song / Un client à l'Haskell Moore
- 2012 : Metamorphosis de Chris Swanton : Le superviseur
- 2012 : Ashes de Mat Whitecross : Dr Burrows
- 2013 : Rush de Ron Howard : Stirling Moss
- 2013 : Vendetta de Stephen Reynolds : Spencer Holland
- 2014 : L'Affaire Jessica Fuller (The Face of an Angel) de Michael Winterbottom : Steve
- 2014 : Les Jardins du roi (A Little Chaos) d'Alan Rickman : De Ville
- 2015 : Docteur Frankenstein (Victor Frankenstein) de Paul McGuigan : Chef inspecteur
- 2015 : Kicking Off de Matt Wilde : Anthony Greaves
- 2016 : Rogue One : A Star Wars Story de Gareth Edwards : Général Draven
- 2017 : Hampstead de Joel Hopkins : Steve Crowley
- 2019 : Hellboy de Neil Marshall : Lord Adam Glaren
- 2020 : Eight for Silver de Sean Ellis : Seamus Laurent
- 2020 : Sulphur and White de Julian Jarrold : Jeff
- 2024 : Magpie de Sam Yates : Richard

#### Courts métrages
- 2017 : Tom de Duncan Christie : Henry
- 2018 : God's Kingdom de Guy Soulsby : Alexander
- 2019 : A Battle in Waterloo d'Emma Moffat : Kildare

### Télévision

#### Séries télévisées
- 1993 : Scarlet and Black : Hussar
- 1993 : Demob : Hodges
- 1994 : All Quiet on the Preston Front : Matt
- 1998 : Game On : Charles
- 1998 : Jonathan Creek : Duncan Proctor
- 1999 : Inspecteurs associés (Dalziel and Pascoe) : James Westrop jeune
- 2002 : Celeb : Le photographe
- 2002 - 2003 : The Forsyte Saga : George Forsyte
- 2002 / 2011 : Holby City : Mark Noble / Colonel John Appleton
- 2007 : Cranford : Major Gordon
- 2007 : The Whistleblowers : Christopher Rowe
- 2008 : Mutual Friends : Carl Cato
- 2011 : Inspecteur Barnaby (Midsomer Murders) : Clifford Bunting
- 2011 : Strike Back : Kenneth Bratton
- 2011 : Meurtres au paradis (Death in Paradise) : Gordon Foster
- 2012 : Retour à Whitechapel (Whitechapel) : Dr Simon Mortlake
- 2013 : Perfect Crime : Julian Fowkes
- 2013 : The Suspicions of Mr Whicher : Dr Casement
- 2013 : Lucan : Jimmy Goldsmith
- 2013 - 2014 : Utopia : Geoff
- 2014 : Sherlock : James Sholto
- 2014 : Les Enquêtes de Vera (Vera) : Stuart Bayliss
- 2014 : The Game : Andrew
- 2016 : The Night Manager : Sandy Langbourne
- 2016 : Undercover : Robert Greenlaw
- 2016 : New Blood : Charles Matherson
- 2016 : Harley and the Davidsons : Edsel Ford
- 2017 : Genius : Heinrich Weber
- 2018 : The Terror : Dr Stephen Stanley
- 2018 - 2019 : Deep State : George White
- 2019 : Year of the Rabbit : Mr Larkham
- 2019 - 2023 : Sex Education : Michael Groff
- 2025 : Andor : Général Draven

#### Téléfilms
- 1996 : Emma de Diarmuid Lawrence : Robert Martin
- 2000 : Second Sight : Parasomnia de Maurice Phillips : Neil
- 2000 : The Stretch de Frank W. Smith : Jonathon Nichols
- 2003 : State of Mind de Christopher Menaul : Nick Grainger
- 2009 : Gracie ! de Brian Percival : Basil Dean
- 2010 : The Taking of Prince Harry d'Alexander Marengo : Jack Pastor
- 2020 : La reine du crime présente (Agatha and the Truth of Murder) de Joe Stephenson : Sir Malcolm Campbell

## Voix francophones
En France, Gabriel Le Doze est la voix régulière de Alistair Petrie.